# Bad Couple
Bad Couple (en hangul, 불량커플) es una serie de televisión surcoreana emitida durante 2007 y protagonizada por Shin Eun Gyung, Choi Jung Yoon, Byun Jung Soo y Ryu Soo Young.
Fue trasmitida por Seoul Broadcasting System desde el 2 de junio hasta el 22 de julio del 2007, con una longitud de 16 episodios al aire las noches de los días sábados y domingos a las 21:40 (KST). Es el tercer y último drama de la trilogía de SBS, "Bad" compuesta por Bad Housewife y Bad Family de 2005 y 2006 respectivamente.

## Argumento
Kim Dang Ja es editora de una revista de moda, que repentinamente le surge la necesidad de tener un bebé a pesar de que ella está en contra del matrimonio. Para ello, el hombre elegido es Choi Gi Chan, un profesor universitario de botánica con los "genes perfectos". Lamentablemente es además una persona muy conservadora, con la firme convicción de que no se debe tener sexo antes del matrimonio.

## Reparto

### Principal
- Shin Eun Gyung como Kim Dang Ja.
- Choi Jung Yoon como Han Young.
- Byun Jung Soo como Na Dol Soon.
- Ryu Soo Young como Choi Gi Chan.

### Secundario
- Yoo Gun como Seo Joon-soo.
- Chae Min Seo como Kim Se Yeon.
- Park Sang Min como Kim Yoon Suk.
- Kim Ha Kyoon como Jo Yong Gu.
- Ji Sung Won como Ahn Jung Sook.
- Lee Sun Jin como Jo Yoon Hee.
- Jo Ah Ra como Seo Eun Ja.
- Woo Kyung Ha como Kang Gi Na.
- Kim Soo Kyum como Kim Sae Mi.
- Shin Joo Ah como Lee So Young.
- Kang Yi Suk como Kim Yi Chan.
- Kim Hyang Gi como Jo Yeon Doo.
- Han In Soo como Padre de Gi Chan.

## Emisión internacional
- Japón: TV★So-net ADTV.[4]